# 自然科学研究科
自然科学研究科（しぜんかがくけんきゅうか）は、大学院の研究科で、理系分野の理学、工学、農学分野で構成している。

## 概要
各分野研究室は基本的に大学の理系各学部を基礎母体とし、理学、工学、農学の各分野で専門的かつ高度な教育研究を行う組織として研究科が設置されている。

### 構成
研究内容等は各分野専攻で他大学院の理学・工学研究科や農学研究科などと同様であるが、形式的には理系分野の研究科ひとつで組織されている。
かつて新制東京大学では大学院は学部と分離して人文科学、社会科学、数物系、化学系、生物系、の5研究科に再編成されて、理学分野専攻も工学や農学分野の専攻も各専攻はそれぞれが各関連の研究科に分属した。農学部は例えば，農学科=生物学系，農芸化学科=化学系，農業工学科=工学系，農業経済学科=社会科学系というふうに学問手法別に分化している。このため、工学系はおもに数物系に、農学は生物系研究科に所属したが工業化学専攻や農学の農芸化学専攻は化学系に属していた。

## 設置大学院
- 金沢大学大学院
- 新潟大学大学院
- 岡山大学大学院
- 熊本大学大学院
- 学習院大学大学院（物理学、化学、数学、生命科学専攻）

（専攻）
- 金沢工業大学大学院
- 甲南大学大学院

- 千葉大学は改組して、理学研究科、工学研究科、園芸学研究科に再分離。
- 名古屋市立大学は、システム自然科学研究科
- 高知大学大学院は、総合人間自然科学研究科。